# ترزا لوک
ترزا لوک (انگلیسی: Theresa Luke؛ زادهٔ february ۲۰, ۱۹۶۷ (۵۸ سال)) ورزشکار روئینگ اهل کانادا است.
وی در مسابقات کشوری و بین‌المللی در مجموع برندهٔ ۱ مدال طلا، ۱ مدال نقره، ۲ مدال برنز شده‌است.